# Bonne Terre
Bonne Terre – miasto w Stanach Zjednoczonych, we wschodniej części stanu Missouri.
Liczba mieszkańców w 2000 roku wynosiła 4039.